# Hornera
Hornera är ett släkte av mossdjur som beskrevs av Jean Vincent Félix Lamouroux 1821. Hornera ingår i familjen Horneridae.
Släktet Hornera indelas i:
- Hornera americana
- Hornera antarctica
- Hornera australis
- Hornera bipunctata
- Hornera brancoensis
- Hornera caespitosa
- Hornera canui
- Hornera cerviformis
- Hornera circumporosa
- Hornera circumsulcata
- Hornera crispa
- Hornera curva
- Hornera curvirostra
- Hornera diffusa
- Hornera edwardsii
- Hornera elegans
- Hornera elevata
- Hornera erugata
- Hornera falklandica
- Hornera fibrosa
- Hornera foliacea
- Hornera frondiculata
- Hornera hybrida
- Hornera lamellosa
- Hornera lichenoides
- Hornera nitens
- Hornera pectinata
- Hornera prominens
- Hornera pseudolichenoides
- Hornera quadrata
- Hornera ramosa
- Hornera reteporacea
- Hornera rhipis
- Hornera robusta
- Hornera rubeschi
- Hornera rugulosa
- Hornera smitti
- Hornera sulcata
- Hornera tenuis
- Hornera tortuosa
- Hornera trabecularis
- Hornera tuberculata
- Hornera versipalma